# Taygète (montagnes)
Pour les articles homonymes, voir Taygète.
Le Taygète (en grec ancien et en grec moderne Ταΰγετος / Taÿgetos) est une chaîne de montagnes grecque située dans le Péloponnèse.

## Géographie

### Situation
Le massif du Taygète sépare la Laconie de la Messénie.

### Topographie

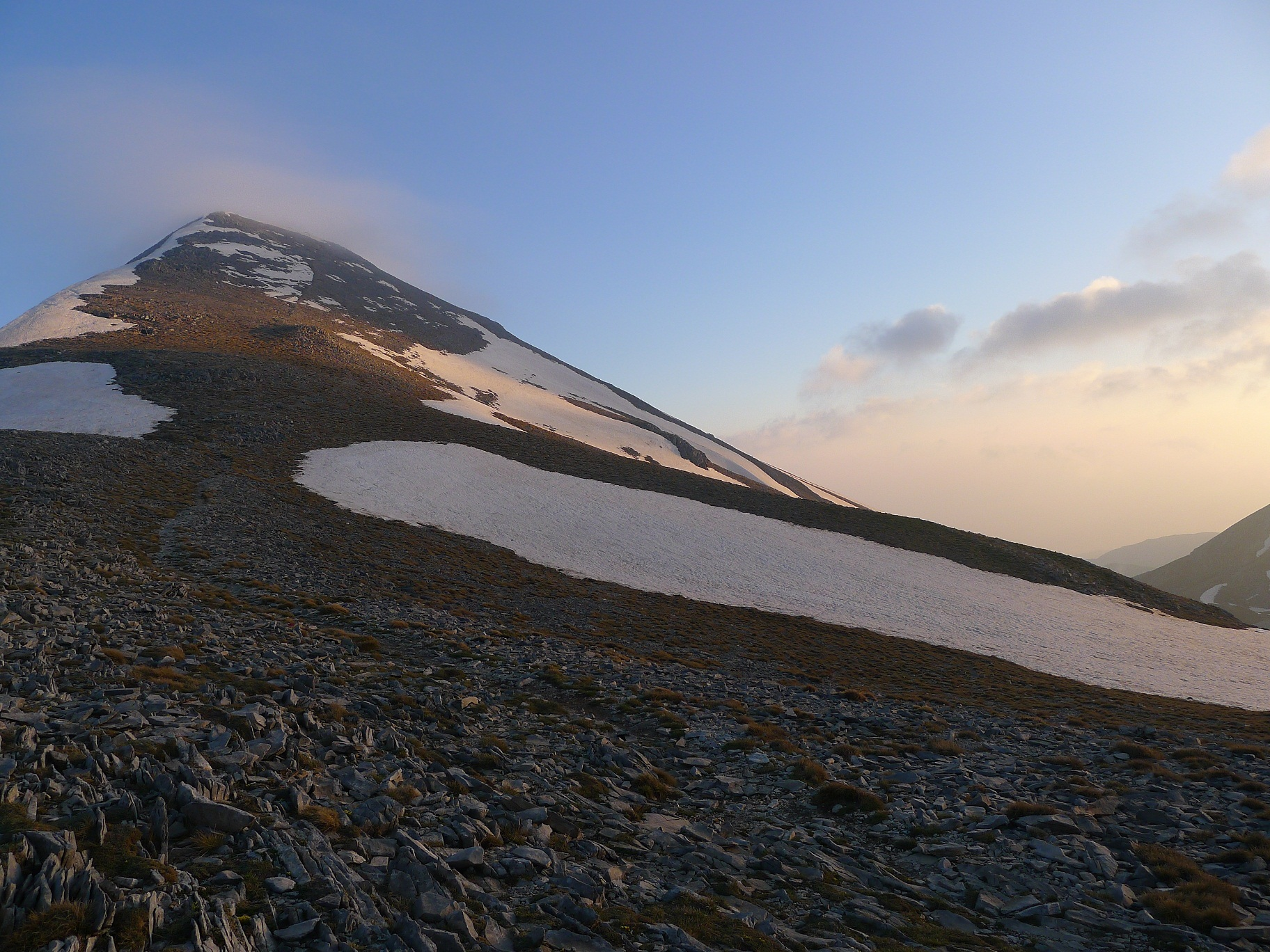
Le sommet Profitis Ilias du Taygète.

Son principal sommet, culminant à 2 404 m, est le Taléton (Ταλετόν / Taletón) ou Profitis Ilias « Prophète Élie », il s'y trouvait un sanctuaire du Soleil. Une chapelle orthodoxe a remplacé le sanctuaire.

### Hydrographie
Au pied du Taygète coule l'Eurotas, le fleuve aux lauriers-roses. Dans la mythologie grecque, Zeus séduit Léda sur ses rives.

### Géologie
Le Taygète est un massif calcaire relevé par la subduction hellénique.

### Végétation

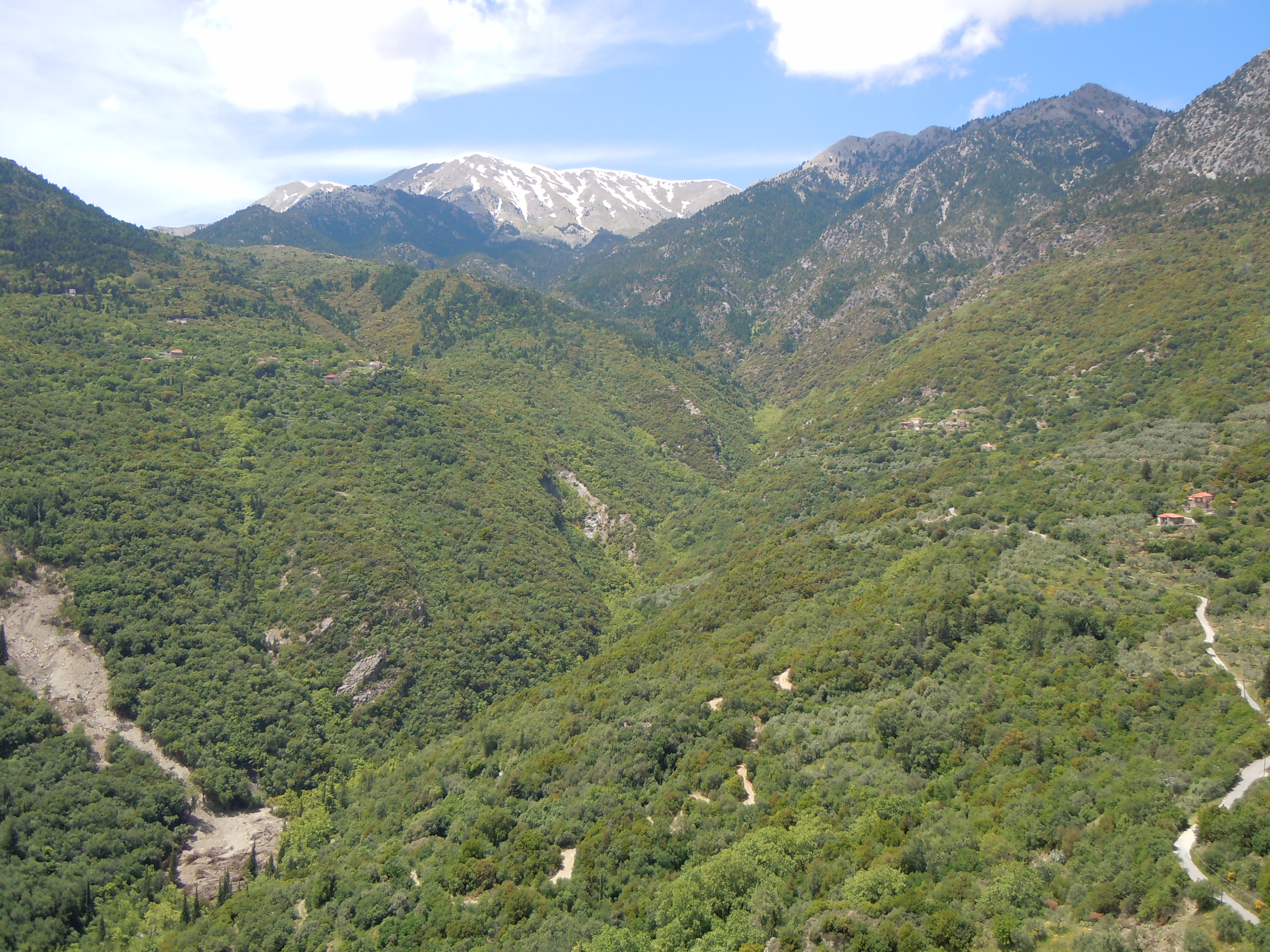
Flancs boisés du Taygète : vue depuis le château de Mistra.

Les flancs du massif étaient initialement boisés de pins de Céphalonie (Abies cephalonica) et de pins noirs (Pinus nigra). Les incendies de 2007 ont ravagé le flanc ouest, détruisant la moitié de la surface boisée.

## Histoire

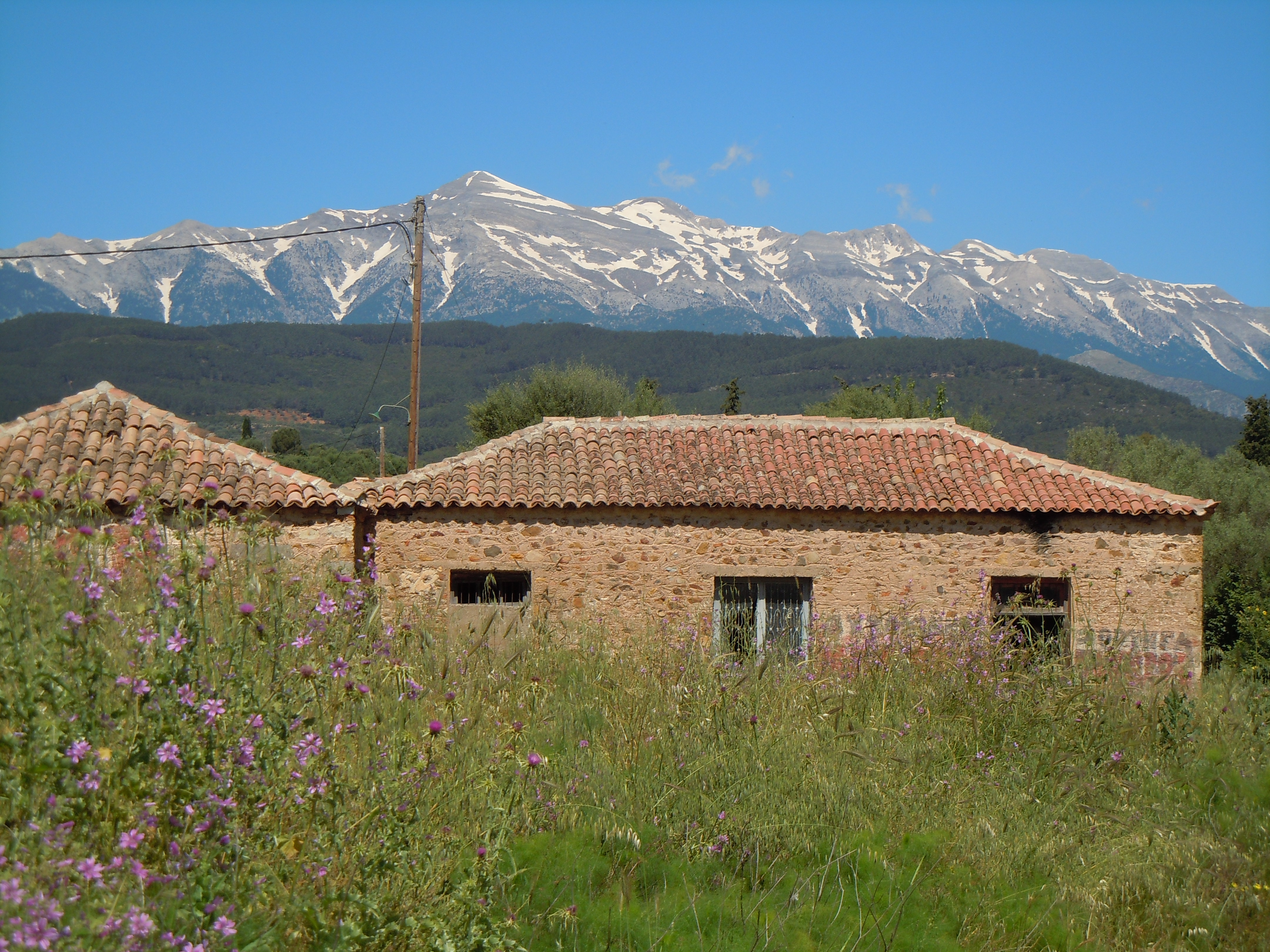
Vue du Taygète depuis la plaine de Sparte.

Le Taygète était réputé dans l'Antiquité pour sa hauteur et son caractère majestueux : Homère le qualifie de « très grand » (περιμήκετος / perimếketos). Il domine la ville de Sparte. C'est sur les hauteurs du Taygète que les enfants spartiates malformés ou trop faibles étaient abandonnés, bien qu'il semble ne s'agir que d'un mythe[réf. nécessaire]. Les auteurs byzantins l'appellent la « montagne aux cinq doigts » (Πεντεδάκτυλον / Pentedáctylon).
Des tribus slaves, les Ézérites et les Mélinges, s'y établirent au Moyen Âge.